# 旺德朗日
旺德朗日（法語：Vendranges，法語發音：[vɑ̃dʁɑ̃ʒ]）是法国卢瓦尔省的一个市镇，属于罗阿讷区。

## 地理
旺德朗日（45°56'29"N, 4°8'11"E）面积11.14 平方千米，位于法国奥弗涅-罗讷-阿尔卑斯大区卢瓦尔省，该省份为法国中南部省份，北起顺时针与索恩-卢瓦尔省、罗讷省、伊泽尔省、阿尔代什省、上盧瓦爾省、多姆山省和阿列省接壤。
与旺德朗日接壤的市镇（或旧市镇、城区）包括：圣西尔德法维耶尔、圣若达尔、诺镇、讷利斯、圣普列斯特拉罗什。

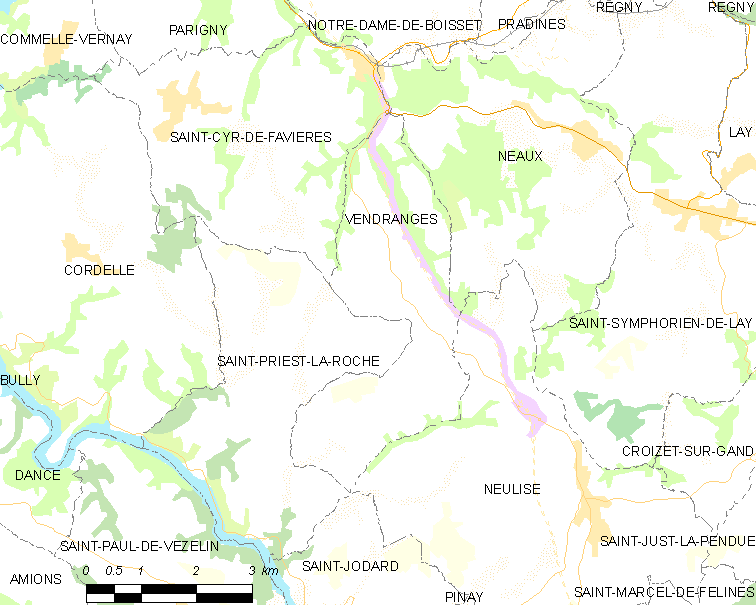
旺德朗日的OSM定位图

旺德朗日的时区为UTC+01:00、UTC+02:00（夏令时）。

## 行政
旺德朗日的邮政编码为42590，INSEE市镇编码为42325。

## 政治
旺德朗日所属的省级选区为勒科托县。

## 人口

1962-2008年间旺德朗日人口变化图示

旺德朗日于2022年1月1日时的人口数量为390人。